# Jacques Maboul
Jacques Maboul (né à Paris vers 1650, mort le 21 mai 1723 à Alet) est un ecclésiastique qui fut évêque d'Alet de 1708 à 1723.

## Biographie
Jacques est le fils de Louis Maboul, conseiller du Roi. Il est issu d'une famille de magistrats qui donne plusieurs maîtres des requêtes. Destiné à l'Église, il est vicaire général du diocèse de Poitiers. Il acquiert une certaine célébrité comme prédicateur à Paris et en province, particulièrement pour ses oraisons funèbres depuis celle de Michel Le Tellier en 1686,  celles du Grand Dauphin et de son épouse, du roi Louis XIV, jusqu'à celle de Charles Le Goux de La Berchère l'archevêque de Narbonne en 1719. Ses œuvres ont été rassemblées dans un recueil publié à Paris en 1748.
Il est nommé comme évêque d'Alet en 1708, confirmé le 19 février 1710 et consacré le 13 juillet par l'évêque d'Agde. Il continue néanmoins à prêcher le plus souvent hors de son diocèse où il meurt pourtant en 1723.